# Xysticus maculatipes
Xysticus maculatipes is een spinnensoort uit de familie van de krabspinnen (Thomisidae).
De wetenschappelijke naam van de soort werd in 1962 gepubliceerd door Carl Friedrich Roewer.